# Camponotus acvapimensis
Camponotus acvapimensis é uma espécie de inseto do gênero Camponotus, pertencente à família Formicidae.